# Christian Dæhnfeldt
Lorentz Emil Christian Dæhnfeldt (22. maj 1857 i Odense – 14. maj 1920 i Odense) var en dansk handelsgartner og frøavler.
Da L. Chr. Dæhnfeldt havde afsluttet gartneruddannelsen, begyndte han at arbejde i faderens frøfirma, L. Dæhnfeldt. Han overtog firmaet helt i 1884. Syv år senere åbnede han et forsøgsgartneri i Odense-forstaden Dyrup. Gartneriets avancerede forædlingsarbejde af frø og løg gjorde selskab internationalt anerkendt indenfor både landbrug, gartneri og privat havebrug. Virksomheden blev i 1913 omdannet til et aktieselskab med navnet L. Dæhnfeldt A/S.
Omdannelsen af Munke Mose i det centrale Odense til en bypark blev finansieret af L. Chr. Dæhnfeldt. I parken findes i dag en statue af Dæhnfeldt.
L. Chr. Dæhnfeldt er begravet på Assistens Kirkegård i Odense.